# Hadena lubens
Hadena lubens är en fjärilsart som beskrevs av Augustus Radcliffe Grote 1875. Hadena lubens ingår i släktet Hadena och familjen nattflyn. Inga underarter finns listade i Catalogue of Life.